# Martinskirche (Wüstenstein)

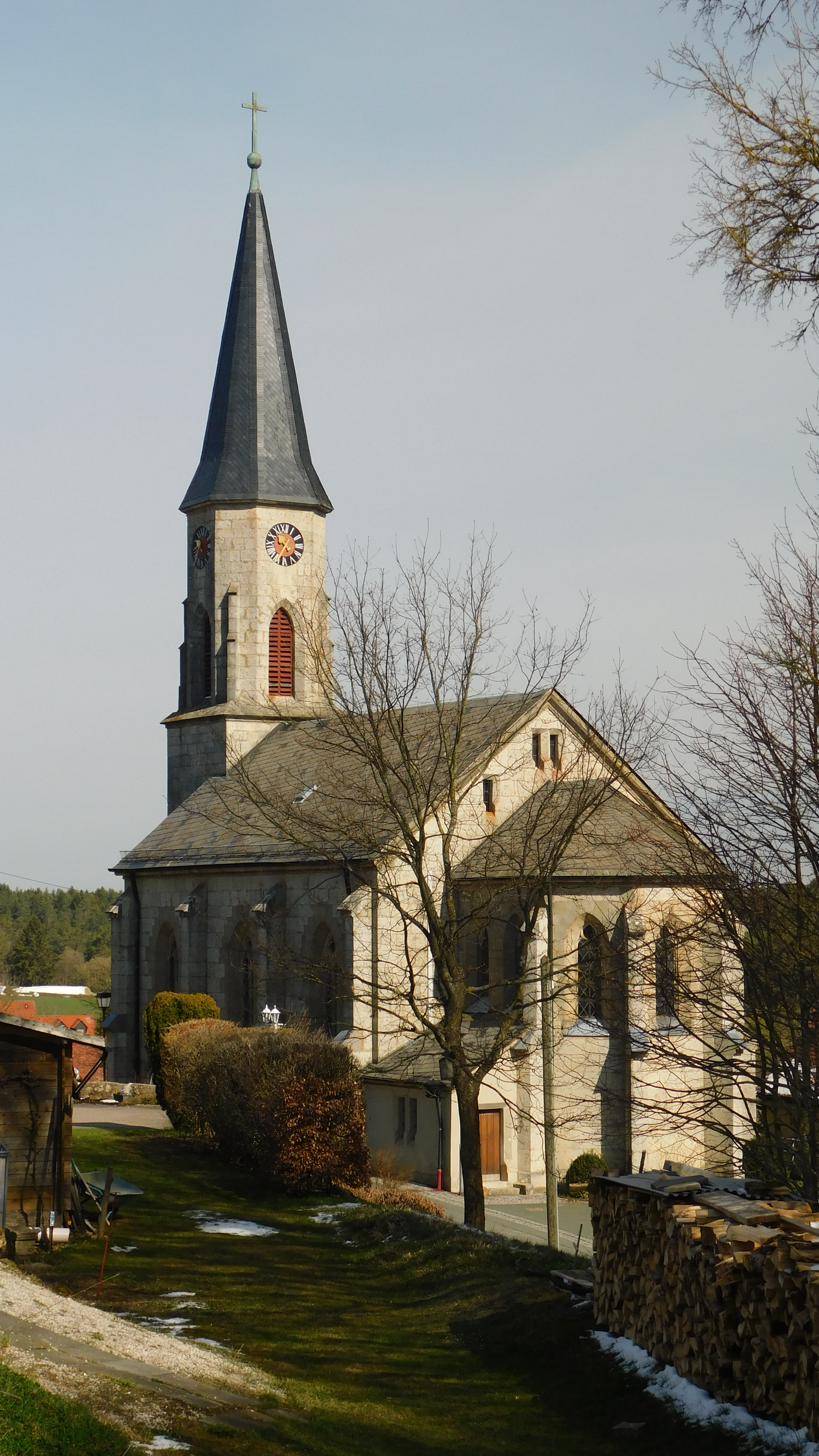
Martinskirche (Wüstenstein)

Die denkmalgeschützte, evangelisch-lutherische Martinskirche steht in Wüstenstein, einem Gemeindeteil des Marktes Wiesenttal im Landkreis Forchheim (Oberfranken, Bayern). Die Pfarrkirche ist unter der Denkmalnummer D-4-74-176-50 als Baudenkmal in der Bayerischen Denkmalliste eingetragen. Die Pfarrei gehört zum Dekanat Forchheim im Kirchenkreis Bayreuth der Evangelisch-Lutherischen Kirche in Bayern.

## Beschreibung
Die neugotische, von Strebepfeilern gestützte Saalkirche wurde 1865 mit Quadermauerwerk erbaut. Sie besteht aus einem Langhaus, das mit einem Satteldach bedeckt ist, einem eingezogenen, dreiseitig geschlossenen Chor im Südosten und einem Fassadenturm auf quadratischem Grundriss im Nordwesten, dessen oberstes, achteckiges Geschoss die Turmuhr und den Glockenstuhl beherbergt. Darauf sitzt ein achtseitiger, schiefergedeckter Knickhelm. 
Der Innenraum des Langhauses, der Emporen an drei Seiten hat, ist mit einem Tonnengewölbe überspannt, der des Chors mit einem Kreuzrippengewölbe auf Konsolen. Das ursprüngliche Altarretabel, eines 1710 gebauten Hochaltars mit dem auferstandenen Christus befindet sich jetzt neben der Orgel. Ein Flügelaltar ist modern gestaltet. Die achteckige Kanzel mit ihrem Schalldeckel ist vor dem Chorbogen aufgestellt.